# Georges Maillols
Georges Maillols, né le 21 avril 1913 à Paris et mort le 25 juillet 1998 à Rennes,,, est un architecte des « Trente Glorieuses » inspiré par Le Corbusier et le mouvement du Bauhaus. Il s’installe à Rennes en 1947 et a profondément marqué cette ville sur le plan architectural.

## Œuvres
Georges Maillols est diplômé de l'École nationale supérieure des beaux-arts de Paris. Il arrive à Rennes en 1947 pour reprendre le cabinet d'architectes Couasnon. Georges Maillols est impliqué dans 140 projets de construction à Rennes, dont près de 10 000 logements.
Dès les années 1950, il commence à construire verticalement, dans l'optique d'« élever l'immeuble le plus haut de Rennes » : la tour Maillols sur le quai Richemont, face à la Vilaine, est dessinée en 1952. Il acquiert le terrain, alors jugé trop marécageux, en 1950 En 1954, avec 37,5 m et onze étages, il s'agit du plus haut immeuble de la ville qui utilise la technique de la fondation sur pieux en béton armé,. Ce fut longtemps le plus haut immeuble de la ville et certains craignaient de la voir s’écrouler car construite sur un site marécageux.
Il compte parmi ses réalisations le Trimaran, les Terrasses du Sud, une série d’immeubles aux Hautes-Ourmes (1971) dans le quartier du Blosne (bâtiments d'éléments préfabriqués, avec des balcons en pointes de diamant, avec des éléments de couleurs bleues et rouges pour rythmer l'édifice), des maisons du  quartier Patton, du quartier Jules-Simon, dans le quartier Bourg-L'Évêque (la Caravelle, l'Armor, bâtiment Cristal).
Il est également l'architecte de la Barre Saint-Just, achevée en 1968 en coopération avec Albert Lamotte, qui se démarque par ses terrasses-jardins.
En 1970, il inaugure le premier immeuble d'habitation de grande hauteur en France en concevant la tour des Horizons, 99,5 m et trente étages avec façade en béton architectonique, et probablement son œuvre la plus connue.
En 1978, il construit le square de Tanouarn, dans le quartier des Gayeulles. Les constructions en forme de chalets sont rassemblées autour d'une promenade. Le nom de « Tanouarn », choisi par le Conseil Municipal de la Ville de Rennes le 29 novembre 1976, fait référence à une forêt d'Ille-et-Vilaine.
La Tour des Horizons, la Barre Saint-Just et le square des Hautes-Ourmes sont typiques du style Maillols.

## Réalisations
Les données proviennent de la plateforme PSS-archi sauf : Terrasses du Sud
| Dénomination                  | Lieu de réalisation | Type de réalisation  | Année |
| ----------------------------- | ------------------- | -------------------- | ----- |
| Le Baccara                    | Rennes              | Logements            | 1996  |
| 30-32, rue de Meudon          | Issy-les-Moulineaux | Logements            | 1984  |
| Centre d'Affaires Patton II   | Rennes              | Bureaux              | 1983  |
| Centre d'Affaires Patton I    | Rennes              | Bureaux              | 1983  |
| Rue de la Tremblaie           | Cesson-Sévigné      | Logements            | 1981  |
| Square de Tanouarn            | Rennes              | Logements            | 1978  |
| Le Trimaran                   | Rennes              | Logements            | 1977  |
| Jardins de l'Yser             | Rennes              | Logements            | 1977  |
| Terrasses du Sud              | Rennes              | Logements            | 1977  |
| 8, boulevard de l'Yser        | Rennes              | Logements            | 1976  |
| Le Porphyre                   | Rennes              | Logements            | 1975  |
| L’Améthyste                   | Rennes              | Logements            | 1975  |
| Le Saphir                     | Rennes              | Logements            | 1975  |
| Le Mercure                    | Rennes              | Logements            | 1975  |
| Le Neptune                    | Rennes              | Logements            | 1975  |
| Le Belvédère                  | Rennes              | Logements            | 1973  |
| 1, allée de Lucerne           | Rennes              | Logements            | 1973  |
| 2, allée de Lucerne           | Rennes              | Logements            | 1973  |
| 11, square des Hautes Ourmes  | Rennes              | Logements            | 1972  |
| 1, allée du Gacet             | Rennes              | Logements            | 1972  |
| 2, allée du Gacet             | Rennes              | Logements            | 1972  |
| La Caravelle                  | Rennes              | Logements            | 1971  |
| Les Horizons                  | Rennes              | Logements            | 1970  |
| L'Armor                       | Rennes              | Logements            | 1970  |
| 10, Square de Terre-Neuve     | Rennes              | Logements            | 1970  |
| 11, Square de Terre-Neuve     | Rennes              | Logements            | 1970  |
| 2 à 6, square de Terre Neuve  | Rennes              | Logements            | 1970  |
| Le Goello                     | Rennes              | Logements            | 1969  |
| Le Trégor                     | Rennes              | Logements            | 1969  |
| Barre Saint-Just              | Rennes              | Logements            | 1969  |
| 2, rue Capitaine Maignan      | Rennes              | Logements            | 1967  |
| Le Penthièvre                 | Rennes              | Logements            | 1965  |
| Tour Normandie                | Rennes              | Logements            | 1965  |
| Tour Guyenne                  | Rennes              | Logements            | 1965  |
| 2, square de Gascogne         | Rennes              | Logements            | 1963  |
| 1, square d'Anjou             | Rennes              | Logements            | 1963  |
| 15-23, boulevard d'Anjou      | Rennes              | Logements            | 1963  |
| 13-17, boulevard d'Anjou      | Rennes              | Logements            | 1963  |
| Ilot Jules Simon              | Rennes              | Logements et bureaux | 1961  |
| 47 à 53, rue Champion-de-Cicé | Rennes              | Logements            | 1957  |
| Tour Maillols                 | Rennes              | Logements            | 1952  |

## Célébrations
À l'occasion du centenaire de la naissance de l'architecte, la Maison de l'architecture et des espaces en Bretagne (MAeB) a organisé des visites de Rennes et des conférences d'avril à novembre 2013.